# Yên Bình District
Yên Bình é um distrito rural da Província de Yên Bái, na região Nordeste do Vietnã. Em 2019, o distrito tinha uma população de 112.046.  O distrito cobre uma área de 773,20 km 2.

## Divisões administrativas
O Distrito de Yên Bình é dividido em 24 subdivisões de nível de comunidade rural, incluindo 2 municípios. (Yen Binh, Thac Ba) e 22 comunidades rurais (Bach Ha, Bao Ai, Cam An, Cam Nhan, Dai Dong, Dai Minh, Han Da, Mong Filho, My Gia, Ngoc Chan, Phu Thinh, Phuc An, Phuc Ninh, Tan Huong, Tan Nguyen, Thinh Hung, Vinh Kien, Vu Linh, Xuan Lai, Xuan Long, Yen Binh, Yen Thanh).